# Ophiomyia moravica
Ophiomyia moravica är en tvåvingeart som beskrevs av Cerny 1994. Ophiomyia moravica ingår i släktet Ophiomyia och familjen minerarflugor.
Artens utbredningsområde är Tjeckien. Inga underarter finns listade i Catalogue of Life.